# Морска градина (Варна)
Вижте пояснителната страница за други значения на морска градина.
Морската градина или Приморски парк е голям парк по брега на Черно море във Варна, България.
Тя е създадена от Антон Новак и е сред символите на града. Обявена е за произведение на парковото изкуство. На север Морската градина граничи с парка на държавно-правителствената резиденция Евксиноград. Тези два парка имат сравнително еднаква площ от около 820 дка. Разликата между тях е, че Морската градина се посещава от около половин милион души, а паркът на Евксиноград е за ползване само от президентството и правителството и се поддържа много по-добре.
В частта си край квартал „Бриз“ Морската градина е застроена с къщи, а в последно време – и с жилищни сгради, и тази част вече е обособена като квартал на града. В последните години се появяват апетити по изкупуване и застрояване на крайбрежната част на градината, която представлява сама по себе си природен феномен и придава неподражаем облик на целия Приморски парк на Варна.

## История
До средата на XIX век районът на Морската градина е бил голо поле, извън крепостните очертания на града, с няколко кавака, под които пладнува махленският добитък. Само в района на Военноморския музей (тогава Ени куле табия) има лозя и малка градина, наречена Кървавата градина (Канлъ бахча) заради убит в района градинар. Наблизо се намирали скотобойните на града. Под Пантеона имало френски гробища, където били погребани умрелите от холерата през 1854 г. френски войници, в съседство на старите градски гробища. Сметта от града се изхвърляла по морския бряг.
През пролетта на 1862 г. Хафъз Еюб, председател на местния търговски съвет, с подкрепата на мюлиазима (кмета) на града Халил ефенди и на турския комендант на града Саид паша, нарежда заграждането с плет от храсти на десетина декара за общинска градина (Белидие бахча). Тя представлявала зеленчукова градина в района на сегашния вход-колонада, като по-късно е разширена с още 4 декара, където се посаждат вишневи дръвчета и нови овошки, липи и кестени.
Скоро след Освобождението, през 1881 г., кметът на Варна Михаил Колони предлага да се създаде градска градина около театъра и приморски парк. Идеята му се възприема с присмех и недоверие от местния парламент, който отпуска незначителна сума за начинанието. Настойчивостта на кмета и част от обкръжението му обаче постепенно се увенчават с успех. Обособени са 26 декара парк и са засадени 130 дървета. Известният археолог Карел Шкорпил, който живее във Варна, кани по настояване на общината чешкия паркостроител Антон Новак, прославил се с изграждането на дворците Шьонбрун и Белведере във Виена. Архитектът взима присърце възложената му задача и мястото бързо е почистено, картографирано и са засадени първите редки растения.
От Лонгоза, Странджа, дори от Цариград и Средиземноморието са донасяни с каруци ценни дървесни и цветни видове. Сред тях са бряст, липа, кестен, ясен и други. През 1899 г. поради „голямата деятелност“ на Новак общината му построява къща край входа на Морската градина до сградата на радио Варна.
На 7 март 1897 г. общинският съвет решава да направи водоскок зад бюфета (на мястото на сегашното „Морско казино“). Постепенно морската градина нараства, а Варна се развива като курортен и балнеоложки център. През 1912 – 1913 г. са изградени няколко чешми и осветление по алеите. През 1908 г. е решено да се създаде алея на възрожденците. Издигнати са паметници на най-великите българи – Христо Ботев, Васил Левски, св. Паисий Хилендарски, Георги Раковски, Любен Каравелов, Стефан Караджа, Георги Бенковски, Панайот Волов, Софроний Врачански, Неофит Бозвели, Антим I, Петър Берон, Константин Фотинов, Васил Априлов, Петко Славейков, братя Миладинови, Гаврил Кръстевич и Тодор Икономов.
През 1906 г. започва строежът на една от най-известните забележителности на града – Аквариума (Морската биологична станция), днес Институт по рибни ресурси към ССА. През 1923 г. Варненската Градско-Общинска Приморска Градина носи названиет „СанСтефанска България“.  През 1928 г. в Морската градина вече функционират тенис корт и игрище. През 1950-те години в Морската градина намира своя съвременен дом Музеят на Военноморския флот. Днес, с името Военноморски музей, той е сред Стоте национални туристически обекта.
На 30 април 1961 г. е открита зоологическа градина. Първият ѝ обитател е мечокът Максим, подарен от моряците от ескадрения миноносец „Георги Димитров“. В преустроена сграда на армията се нанася Природо-научният музей на Варна. През 1968 г. е построена и астрономическата обсерватория. На входа на Морската градина след колонадата е изграден слънчев часовник, стилизирано изобразяващ излитащ лебед. В най-високата част на възрожденската алея през социализма е построен партиен паметник, наречен Пантеона, и създадена алея на загиналите антифашисти. Уникална е традицията за засаждане на иглолистни растения от руски космонавти, гостували на Варна. И днес край Пантеона расте дървото, засадено от първия български космонавт Георги Иванов. Първото дърво е засадено от първия космонавт Юрий Гагарин.

## Структура и обекти
Морската градина, ботаническият парк в Балчик и ботаническата градина край Св. св. Константин и Елена са единствените изкуствени резервати за редки и защитени растения по морското крайбрежие на България. Уникалността на варненската морска градина идва от нейното естествено продължение към плажа и морето и плавното преливане на парковия с морския ландшафт. Огромно също е значението на Морската градина за опресняване и пречистване на въздуха на все по-увеличаващия се и урбанизиращ се град. Площта на паркови и озеленени площи на глава от населението във Варна възлиза днес на по-малко от 1 m², докато през 1940 г., когато Варна е била добре озеленена, е била в размер на 14 m².
В Морската градина има множество културни и природни забележителности, сред които най-посещавани са следните.
Алеи, паметници и др.
- Алея „Кап. Георги Георгиев“ (крайбрежна)
- Алея на олимпийските спортове, прославили Варна (панорамна)
- Алея на Възраждането с паметници на Христо Ботев, Васил Левски, Отец Паисий, Митрополит Симеон, Васил Априлов, Хаджи Димитър, Петър Берон, Любен Каравелов, Петко Р. Славейков, Георги Бенковски, Георги С. Раковски, Гоце Делчев, Захари Стоянов и Пейо Яворов
- Алея на космонавтите с паметници и дървета, засадени от Павел Беляев, Г. Т. Береговой, Алексей. Леонов, Валентина Терешкова, Валерий Биковски, Андриан Николаев, Алексей Елисеев, П. Попович, А. Губарев, Николай Рукавишников, Юрий Гагарин, Георги Иванов, Александър Александров, Г. Титов
- Алея „Паметни за България места“ (плочи с пръст от паметни места в Сливен, Връх Шипка, Дряновски манастир, Карлово, Велики Преслав, Банско, Бяла черква, Шумен, Бяла, Русе, Свищов, Вардим (Свищовско), Козлодуй, Връх Вола, Плевен, Солун, Зографски манастир, Света гора-Атон, Плиска, Велико Търново, Оборище, Калофер и Сопот)
- Паметник на Антон Новак
- Паметник на Иван Вазов
- Паметник на Николай Коперник
- Паметник на граничаря
- Паметник на украинските воини
- Паметник на мичман Гаврил Порфирович Красюк
- Арка-паметник „1700 години от приемане на християнството в Армения“
- Пантеон (Паметник на загиналите борци против фашизма и капитализма от Варна и Варненски окръг през 1923 – 1944 г.)
- Слънчев часовник
- Фонтан „Жабките“
- Фонтан на сирените
- Ротонда в езерото с лодките
- Скулптура с дракони (пред Плувен комплекс „Приморски“)

Учреждения, музеи и др.
- Радио Варна
- Център за деца със специални нужди „Карин дом“
- Институт по метеорология и хидрология на БАН, Филиал Варна
- Военноморски музей, в Стоте национални туристически обекта
- Варненски природонаучен музей
- Варненска обсерватория с планетариум
- Зоологическа градина (Варна)
- Аквариум
- Делфинариум
- Терариум
- Алпинеум

Места за развлечения и спорт
- Летен театър
- Сцена на открито „Раковина“
- Сцена на открито „Амфитеатър“
- Хидропарк (на 3-та буна)
- Морско казино
- Комплекс „Детски кът“ с езеро
- ОСК „Приморски парк“ (1 футболно, 1 волейболно, няколко тенис игрища)
- Плувен комплекс „Приморски“ (1 закрит (в строеж),[4] 2 открити басейна; фитнес и спа център)
- Trinity center (футболно, волейболно, баскетболно, хандбално игрище, игрища за бадминтон и футзал, тенис корт, зала за фехтовка)
- Бобслей (отдавна неработещ и почти разрушен)

В Морската градина има изградени множество заведения и дискотеки, езеро с водни колела, водни пързалки и други увеселителни съоръжения.

## Проблеми на парка
Порталът за имоти, строителство и обзавеждане на Варна и областта на 2 май 2012 г. излиза със становище: „Морската градина на Варна е напът да изчезне, погълната от вълна нови строежи... Градината, която е паметник на парковото изкуство и е публична държавна собственост, е залята от все по-нови и нови строителни петна, изникващи на пръв поглед от нищото. Строи се навсякъде, без оглед на нравственост, законност и норми. Алеите са непроходими, на места движението е обърнато наопаки, навсякъде са паркирани джипове, багери и камиони, издигат се огради, строят се масивни сгради, изсичат се дървета... В Морската градина, наистина се строи безогледно пред очите на власт и на данъкоплатци... Огромни немски овчарки и ротвайлери охраняват загадъчната частна собственост насред градината. На места има и охрана. Секат се безотговорно дървета, сред които и редки, защитени от закона видове.“
В статията „Варна в плен на талибаните – 2012 г.“ на същия портал друг автор констатира: „Може ли шайката необразовани и нагли партийни талибани, ..., сврени в тъмната дупка, наречена Община Варна, обмислящи поредната разруха над икономиката, културното наследство и облика на града, да създадат нещо градивно? Силно се съмнявам!... Повдига се въпросът какво вършат варненските 1300 общинари, наредени на софра от 15 000 000 лв. на година?“

### Застрояване
През последните години се очертава тенденция на постоянно изсичане на дървета без засаждане на нови, което довежда до оголване на големи зелени площи, които през лятото се утъпкват, без да се поддържа ниската тревна растителност в изрядност. Прекъсната е и практиката по оросяването на тревните площи в горещите дни на годината, което намалява филтриращите възможности на зелената маса до минимум. Прекомерното увеличаване на атракционите, както и засилените строежи през последните години нанесоха непоправими щети върху функционалните възможности и външния вид на парка. Корпоративни интереси доведоха до изкупуване от частни фирми на площите около ската, като държавни средства се пренасочват към укрепване на свличащите се пясъчници, където се изграждат частни строежи, вместо тези средства да се вложат в общото брегово укрепване в подводната част на морския плаж, където динамичните процеси и въздействието на морето върху сушата са най-активни, а резултатът от брегоукрепването ще е най-ефективен. Поради неовладяната корупция в местната общинска администрация и парламент над 150 декара от Морската градина на Варна са разпродадени за бизнес сгради. Правилната държавна политика по брегоукрепването може да доведе до значително увеличаване на плажовата ивица с няколкостотин метра навътре в морето, а от там и до значително увеличаване на площта и функционалността на приморския парк като цяло.
Проблемът с озеленяването на морската градина се отразява върху екологичното състояние на целия град. Докато през 1940 г. на един жител са се падали по 14 m² зелена площ, сега се пада под един квадратен метър в условията на утежнен транспортен трафик, допълнително замърсяващ атмосферата. От друга страна ерозията на брега и плачевното състояние на плажната ивица през последните години нанасят непоправими щети на туристическия отрасъл в региона.
На 15 юни 2009 г. областният управител на Варна Христо Контров продава 118 дка в Морската градина на „Холдинг Варна“, на цена около 50 евро на m². Това става, след като неправомерно Службата по геодезия, картография и кадастър във Варна изключва Алея първа като част от Морската градина и земята от непродаваема изключителна държавна собственост е преактувана в частна държавна собственост, и преотстъпена на ТИМ. Според прокурора от апелативната прокуратура Вилен Мичев държавата може да претендира за нищожност на всички административни актове, издадени въз основа на новите актове за частна държавна собственост, тъй като е минал тригодишния срок от тяхното издаване през 2007 година, през който период инвестицията е трябвало да бъде изпълнена и следователно частното дружество вече не може да се счита за привилегирован инвеститор, защото сертификатът е изтекъл на 14 август 2010 г. без нищо да е построено. В средата на май 2010 г. главният архитект на Варна Петър Йорданов подписва разрешение за 5 сгради в северната част на крайбрежната зона във Варна, част от проекта „Алея първа“ на „Холдинг Варна“ АД. Строителните разрешения са издадени на „Холдинг Варна“ въз основа на предварителен проект и протокол от заседание на експертния съвет по устройство на територията към общината след предварително съгласуване на строителните работи с министъра на регионалното развитие и благоустройството Росен Плевнелиев.
Въпреки многото граждански протести, държавните и общински власти продължават да деактуват държавна земя, като я разпродават на безценица на близки до властта икономически групировки. През 2012 г. гражданството на Варна провежда серия от инициативи, акции и протести срещу корупцията във властта, в защита на Морската градина във Варна. С решение на Министерския съвет от април 2012 г. Морската градина става общинска собственост. Години преди реалното придобиване на собствеността местната власт целенасочено одобрява серия от строежи в морския парк. На 28 март 2012 г. Общинският съвет одобрява съгласуване на специфични правила и нормативи към Общия устройствен план на гр. Варна и Община Варна, с което позволява строителство в Морската градина.
На 4 юли на 10-ото заседание на Общинския съвет на Община Варна, в чийто дневен ред е и точка за приемане на Общия устройствен план на Варна, Иван Портних, председател на ГЕРБ във Варна и общински съветник, заявява, че след консултации с министъра на регионалното развитие и благоустройството Лиляна Павлова и министър-председателя Бойко Борисов е взето решение ГЕРБ да подкрепи ОУП, но след въвеждане на пълна забрана за строителство в Морската градина, включително в частта след Шокъровия канал. Борислав Гуцанов поиска Министерството на културата да обяви за паметник на културата и втората част на парка – до пътя за Алея първа. След няколко часа обсъждане и множество предложения частта Шокъров канал – алея „Далас“ (завоя за Почивка) се определя като зелена площ. В нея отпадат обособените устройствени зони за обществено обслужване, което означава обща забрана на ново строителство. Решението се приема с 46 гласа „за“, 0 „против“ и 0 „въздържали се“. Гражданите в залата бурно аплодират решението на съветниците.

### Собственост
Морската градина е държавна собственост, но от години за почистването, стопанисването и реда на цялата територията на градината се грижи Община Варна. Това коства на общинския бюджет най-малко милион и половина лева. На 3 февруари 2010 година всички права за разпореждане са прехвърлени на областния управител Данчо Симеонов. Допреди това разрешителните се издаваха от Община Варна и наемите влизаха в бюджета на града. През февруари 2010 Борислав Гуцанов, председател на БСП във Варна и председател на Общинския съвет, започва инициатива за промяна на собствеността на Морската градина на Варна от държавна в публична общинска собственост, като внася предложения към Общинския съвет на Община Варна. Прехвърлянето на собствеността може да стане с подаване на молба към Министерски съвет. Общината не се отказва от поддържането на парка. На пресконференция кметът на града Кирил Йорданов обявява, че общината ще определя схемата, местоположението и броя на търговските обекти, а областната администрация ще определя наемателите и ще събира наема на обектите с площ над 3 квадратни метра. На 18 февруари 2010 година при посещение на министър-председателя Бойко Борисов е обявено, че Морската градина и Аспарухов парк ще станат общинска собственост. На свое заседание през март 2010 г. Общинския съвет решава историческото ядро на парка да стане общинска собственост. През август 2011 година правителството решава да започне процедура за безвъзмездно предоставяне на Община Варна на имоти, които са изключителна публична държавна собственост. На 4 август кметът на Варна Кирил Йорданов се отказва да претендира пред държавата за деактуване на историческата част на Морската градина от изключителна държавна в публична общинска собственост. На 11 август Общинският съвет се разграничава от позицията на кмета, която той застъпва преди това, че общината не искала собственост върху парковете.
На 28 март 2012 г. се решава, че Варненската община ще стопанисва така нареченото историческо ядро на Морската градина от 550 декара, което е паметник на градинското и парковото изкуство. В историческото ядро строителството ще е забранено. Извън него стоежите трябва да отговарят на изискванията за строителство в паркова среда с минимални показатели на застрояване. Според Акт №40 за държавна собственост от 18 март 1997 г. от Министерсвото на финансите в историческото ядро на Морската градина са включени и 118-те декара на варненския бряг, продадени на „Холдинг Варна“ през 2009 г. На 26 април 2012 г. областният управител Данчо Симеонов с договор прехвърля управлението на историческото ядро на морската градина на Община Варна, като в договора се споменават само 442 декара.

### Протести през 2012 г.
На 9 май 2012 г. варненци излизат на второ протестно шествие в защита на Морската градина на Варна. Организаторският екип е сформиран като част от група, от над 32 000 души, които подкрепят идеята.
Исканията на варненци, изразени в Декларация от мирния протест на 09.05.2011:
1. Пълна забрана за строителство на територията на Морската градина, включително м. Салтанат, която е част от нея!
2. Забрана за движение на МПС в парка!
3. Адекватна поддръжка на алеите, съоръженията и зелените площи в Морската градина!
4. Търсене на отговорност и санкции за извършените до момента закононарушения!

„За съжаление през изминалите 20 години ние, гражданите на град Варна, ставаме свидетели на редица престъпни решения, които днес надминават границите на търпимостта“ заявяват категорично протестиращите.
Във Фейсбук е регистрирана група за защита на парка. В средата на май 2012 г. групата достига 33 000 души, а до края на годината нараства до над 35 хиляди души. Тази група е създадена, за да отстоява и съхрани статута на Морската градина. Според групата „Морската градина на Варна е символ на града – любимо място за почивка и отдих на поколения варненци и гости на града. Със своите размери, озеленяване и инфраструктура тя придава неподражаем облик на целия град. Унищожаването на това уникално съоръжение според нас е престъпление, спрямо жителите на града и посегателство върху културно-историческото ни наследство.“ Преди местните избори през 2015 г. фейсбук групата е злоумишлено изтрита. Впоследствие е създадена на нов адрес.
През май 2012 г. в отворено писмо до министър-председателя на Б. Борисов инициативният граждански комитет за отстояване и съхраняване статута на Морската градина във Варна призовава за личната му намеса за превъзмогване на корупцията на местната власт и намиране на адекватно решение на проблема с Морската градина.
На 3 юли 2012 г. се провежда протестът „Окупирай Община Варна“ в градинката до сградата на общината. Събират се над 1000 души, които окупират кръстовището на общината за 1 час като предупреждение към общинските съветници, които на другия ден гласуват новия ОУП на Община Варна. След края на акцията полицията задържа 4 граждани. На следващия ден, 4 юли, се провежда 10-ото заседание на Общинския съвет на Община Варна. В зала „Пленарна“ и около сградата на общината се събират около 300 души. Протестиращите в зала „Пленарна“ освен местата за граждани заемат и сектора за общинските съветници и местата за кмета Кирил Йорданов и неговите заместници. Според приетия ОУП се забранява строителството в цялата Морска градина от Морската гара до Евксиноград. Извън това решение обаче остава Алея Първа, което предизвиква масово възмущение сред обществото и нови протести.

### Опит за провеждане на референдум
През 2013 г. варненската общественост събира подписка за провеждане на референдум, който да реши ключови въпроси за бъдещето на парка. Борбата между активистите и местната власт продължава цели пет години, като Върховният административен съд задължава председателя на Общински съвет Варна да внесе за разглеждане подписката за провеждане на местен референдум за Морската градина и крайбрежната алея. Заседанието се състои на 22 януари 2018 г. от 10:00 ч. в зала „Пленарна“.

### Незаконно дълбочинно сондиране на варненския плаж
През 2019 г. започва незаконно дълбочинно сондиране на варненския плаж. Според конституцията на Република България плажовете са изключителна държавна собственост и могат да се използват единствено за плажове без право на замяна на тяхното предназначение. Поставени са и плътни огради, които също са забранени за 100 метровата брегова ивица според Закона за устройство на Черноморското крайбрежие.

## Галерия
- Аквариумът
- Делфинариумът
- Общински спортен комплекс
- Карин дом край Станчовата алея
- Плажът на Морската градина в началото на 2020 г.